# کریستیان تومازیوس
کریستیان تومازیوس (آلمانی: Christian Thomasius؛ زاده ۱ ژانویهٔ ۱۶۵۵ درگذشته ۲۳ سپتامبر ۱۷۲۸) یک فیلسوف اهل آلمان بود.